# Halbleiterelektronik
Die Halbleiterelektronik ist der Teil der Elektronik, der sich allgemein mit Entwicklung, Herstellung und Anwendung von elektronischen Bauelementen auf Basis von Halbleitern beschäftigt. Sie ist Nachfolger der Röhrenelektronik.
In Halbleiterbauelementen wird unter anderem ausgenutzt, dass sich die Ladungsträgerverteilung von Elektronen und Defektelektronen (Löchern) in Abhängigkeit von elektrischen Strömen und Spannungen beeinflussen lässt. Durch Kombination von unterschiedlich und unterschiedlich stark dotierten Bereichen in einem Halbleiter und einer entsprechenden Ansteuerung können so beispielsweise gezielt elektrische Ströme ohne Bewegung von mechanischen Teilen (vgl. Relais) geschaltet werden.
Die wesentliche Aufgabe der Halbleiterelektronik war daher seit ihren Anfängen in der ersten Hälfte des 20. Jahrhunderts die Entwicklung und Anwendung von Halbleiterbauelementen, wie der Halbleiterdiode, dem Transistor oder dem Thyristor. Diese erfolgte zunächst in Form von einzelnen (diskreten) Bauelementen die anschließend mithilfe von Leiterplatten zu elektronischen Schaltungen zusammengefügt wurden. Später, ab Anfang der 1970er Jahre, wurden dann viele dieser einzelnen Bauelemente gleichzeitig auf einem Halbleitereinkristall gefertigt, diese ersten integrierten Schaltungen (ICs) waren der Startschuss für die Mikroelektronik, dem wohl derzeit größten Teilbereich der Halbleiterelektronik.
Neben der Mikroelektronik ist die Photovoltaik ein weiterer wichtiger Anwendungsbereich von Halbleitern und Halbleiterbauelementen.
Die Halbleiterelektronik ist eng verbunden mit der Akustoelektronik, der Magnetoelektronik und vor allem der Optoelektronik.